# Mar de Halmahera
La mar de Halmahera és una mar situada a la zona oriental dels arxipèlags d'Indonèsia.
Limita al nord amb el Pacífic, amb l'illa de Halmahera a l'oest, la mar de Seram al sud i amb Waigeo i Irian Jaya a l'est. El port principal és Sorong.
Té una superfície aproximada de 95.000 km². La temperatura mitjana anual de la superfície de l'aigua oscil·la entre 25,7 °C a l'agost i 28,6 °C al maig i la salinitat és de 34-34,6‰. Al llit del mar hi ha unes conques i serralades submarines ben definides com la conca de Halmahera, amb una profunditat màxima de 2.039 m.
Els terratrèmols són freqüents a la zona a causa de la confluència de les plaques tectòniques d'Euràsia, el Pacífic i Austràlia.